# Kusatsu, Shiga

Kusatsu (草津市 Kusatsu-shi?) este un municipiu din Japonia, prefectura Shiga.